# Кларкия
Кларкѝя (на английски: Clarkia) е град в окръг Шошони, щата Айдахо, САЩ. Кларкия е с население от 97 жители (2000) и обща площ от 45,07 km². Намира се на m надморска височина. ЗИП кодът му е 83812, а телефонният му код е 208.